# Milan Janša
Milan Janša   (Jesenice, 26 de setembre de 1965) és un remer eslovè, ja retirat, que va competir entre les dècades de 1980 i 2000.
Durant la seva carrera esportiva va prendre part en quatre edicions dels Jocs Olímpics d'Estiu, el 1988, 1992, 1996 i 2000. El 1988, a Seül, representant Iugoslàvia, fou vuitè en la prova del dos amb timoner del programa de rem. El 1992, a Barcelona, representant Eslovènia, guanyà la medalla de bronze en la prova del quatre sense timoner. En aquesta mateixa prova fou quart als Jocs de 1996 i 2000.
En el seu palmarès també destaquen tres medalles de bronze al Campionat del món de rem, el 1989 i 1990 representant Iugoslàvia, i el 2001 representant Eslovènia.